# Хайнрих VII (Свещена Римска империя)
Вижте пояснителната страница за други личности с името Хайнрих VII.
Хайнрих VII (на немски: Heinrich VII; * ок. 1275, Валансиен, Франция; † 24 август 1313, Буонконвенто, близо до Сиена, Италия) – граф на Люксембург от 1288 година, крал на Германия (римско-немски крал) от 27 ноември 1308 година, император на Свещената Римска империя от 29 юни 1312 година. Хайнрих е първият император от Люксембургската династия, водеща своето начало от X век.

## Произход и брак
Син е на Хайнрих VI (1240 – 1288), граф на Люксембург, и Беатрис д’Авен († 1321). Наследява баща си през 1288 година.
На 9 юни 1292 година се жени за Маргарита Брабантска (4 октомври 1276 – 14 декември 1311), дъщеря на Жан I Победителя и Маргарета Фландърска. От брака се раждат три деца:
- Ян Люксембургски (1296 – 1346) – крал на Чехия (от 31 август 1310 година) и титулярен крал на Полша (от 1310 година)
- Мария (1304 – 1324) – съпруга на краля на Франция Шарл IV Красиви(от 21 септември 1322 година)
- Беатрис (1305 – 1319) – съпруга на краля на Унгария Карл Робер Анжуйски (от 24 юни 1318 година)

## Избор за крал
По-малкият му брат Балдуин (1285 – 1354) е архиепископ на Трир (1307 – 1354). Балдуин е един от най-изкусните политици от първата половина на XIV век в Свещената Римска империя. Съвместно с Майнцкия архиепископ Петер фон Аспелт чрез умела дипломация той се добива в 1308 година до избирането на своя брат Хайнрих за германски крал.
Своето избиране на германския престол през 1308 година Хайнрих дължи и на френския крал Филип IV Красиви и Авиньонската папска курия. Нидерландец по произход, Хайнрих е възпитан във Франция; Филип IV го посвещава в рицарство, а Хайнрих, като негов васал, обещава да му служи в борбата против англичаните.

## Управление
Първите мерки на новия император са възстановяване на рейнските митници и признание на независимостта на три горски кантона на Швейцария – обосновали несъчувствието му към хабсбургската политика.
Елишка Пршемисловна, дъщеря на последния Пршемисъл в Чехия, Вацлав II, дава своята ръка на сина на Хайнрих, Ян, който и е коронясан в Прага за крал на Бохемия.

### Италиански поход
По време на цялото си управление Хайнрих VII е завладян от идеята да възстанови властта на Германската империя в Италия. През 1310 година с петхилядна войска, Хайнрих предприема своя италиански поход, имащ важно историческо значение като реакция против Бонифациевата система. Носител на абстрактната идея за императорската власт, Хайнрих VII стои над партиите и не обявява себе си, нито за поддръжник на гвелфите, нито за поддръжник на гибелините, което италианците никак не разбират. Затова двете партии еднакво не го обичат. Той започва с това, че връща всички изгнаници, все едно дали са гвелфи, или гибелини; в Милано той се опитва да примири Делла Торе и Висконти. Придвижвайки се към Рим, той назначава за свой викарий в Северна Италия херцог Амадей V Савойски.
През пролетта и лятото на 1311 г. има тежки сражения в Северна Италия. Хайнрих воюва най-вече срещу градовете Кремона и Бреша. Кремона се предава бързо, но е наказана доста строго; вероятно заради образа, в който Хайнрих иска да наложи над бунтовниците. Бреша поддържа отчаяна съпротива в продължение на няколко месеца. По време на обсадата умира братът на Хайнрих Валрам, докато в армията избухва чума. Едва през септември 1311 г. градът капитулира. Хайнрих обявява публично, че бунтовниците заслужават да умрат, но че им подарява живота от снизхождение. Това е последвано от тежки наказателни мерки срещу Бреша. В допълнение към тежките глоби, стените са разрушени.
С придвижването на Хайнрих на юг, на север започват безредици, градовете въстават един срещу друг. В Тоскана само Пиза се подчинява на Хайнрих. Флоренция, Сиена и Лука му се противопоставят. Във Флоренция има борба между черните и белите гвелфи. Данте убеждава всички да склонят глава пред императора; той вижда спасение за Италия само във възстановяването на императорската власт. Впоследствие Данте слага императора (под името Ариго) на високо място в „Рай“, в 30 кантика, ред 137 на „Божествена комедия“.

### Коронясване за император
На 29 юни 1312 година Хайнрих VII е коронясан с ново направената желязна корона на лангобардите в Латеранската базилика от кардинал Николо де Прато, тъй като катедралата Св. Петър, в която обикновено протичат коронациите е, както и много други части на Рим, под контрола на противниците на Хайнрих VII. Той решава въпроса в своя полза относно това дали императорът е длъжен в светските си дела да зависи от папата, или не.

### Война и смърт
Против Хайнрих въстава кралят на Неапол – Робер Неаполитански, когото поддържат папата и френския крал. Хайнрих VII решава заради това да се съюзи с Федериго II Сицилиански, крал на Сицилия.
На 26 април 1313 година Хайнрих издава едикт, по силата на който крал Робер е лишен от всички свои владения и титли.
По време на приготовлението на решителната битка с Робер Неаполитански, Хайнрих внезапно умира (както се говори – от отрова) на 24 август 1313 г. Поради страшната горещина близките му рицари отсичат главата на императора, а тялото му по древен германски обичай предават на бавен огън, докато не остават само овъглени кости. Останките на Хайнрих VII са погребани в гробището Кампос Санто в град Пиза.

## Илюстрирана хроника за Хайнрих
Запазена е илюстрирана хроника за император Хайнрих VII – изготвена по заповед на курфюрста Балдуин Люксембургски, което представлява историческо съчинение за неговия брат император Хайнрих VII. Съхранена е в оригинал от XIV в. Обхваща период от 1308 до 1313 г. Повествованието изброява главните събития станали в Свещената Римска империя през това време.

## Хайнрих и Данте
През 1921 година, когато се отбелязва 600-годишнината на Данте Алигиери, по решение на италианското правителство саркофагът и надгробието с паметника на Хайнрих VII, изваяни през XIV век от Тино ди Камаино, са пренесени в катедралата на Пиза. Гробницата е украсена с нов надпис на латински и стиховете на Данте от XXX песен, ред.137 от „Рай“: „Дойде да избави Италия, но преди тя да е готова за това“. До него може да се прочете и на френски епитафия: „На Хайнрих Справедливия, граф Люксембургски, римски император, най-знаменития син на народа и древната, свободна люксембургска страна“.
- Саркофаг
- Саркофаг на Хайнрих VII
 в Duomo di Pisa
- Статуя и саркофаг на Хайнрих VII